# Skollov

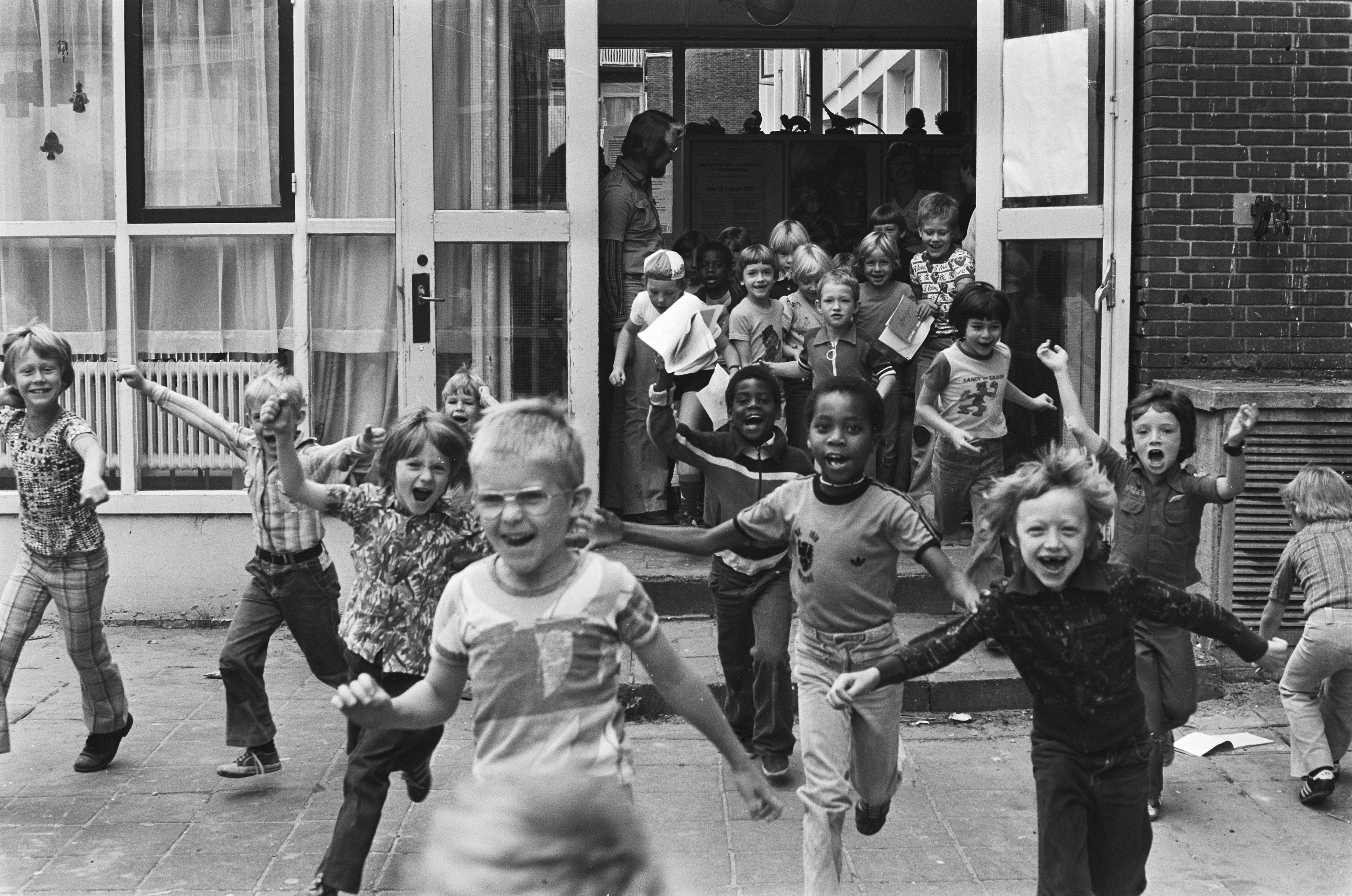
Elever i Nederländerna springer ut på skollov 1978.

Ett skollov är någon av de perioder på året då skolornas elever inte har schemalagd undervisning.
Skollov kan ha många effekter på ett land, från höjda priser på semesterresor till ökad vandalisering. Skollov kan även ändra trafikvolymen på vissa sträckor.

## Sverige
I Sverige brukar lovdagarna och studiedagarna i regel planeras så att de bildar längre perioder med sammanhängande ledighet för eleverna. På höstterminen infaller höstlovet i månadskiftet oktober-november. Under vårterminen har eleverna ett sportlov i början av året samt ett påsklov i samband med påsken. Klämdagen efter Kristi himmelsfärds dag är ofta en lovdag för skolelever. Enligt 3 kap. 2§ i Skolförordningen samt 3 kap. §1 i gymnasieförordningen skall läsåret omfatta minst 178 skoldagar och minst 12 lovdagar. Utöver det får respektive skolledning planera in högst 5 studiedagar.
Tiden mellan terminerna kallas även för lov. Jullovet infaller efter höstterminens slut, normalt några dagar innan julafton, och pågår till ungefär en vecka in på det nya året. Sommarlovet börjar efter vårterminens slut, normalt i början av juni, och avslutas i slutet av augusti.

## Australien
Eftersom Australien ligger på södra halvklotet, har de sommarlov kombinerat med jullov. Jullovet pågår från omkring den 20 december till de sista dagarna i januari.

## Storbritannien
I Storbritannien är påsklovet normalt några veckor långt och räknas som avgränsning mellan två av de tre skolterminer som de flesta skolor har där. Jullovet är ofta något kortare än i Sverige.